# Värsås pastorat
Värsås pastorat är ett pastorat i Billings kontrakt i Skara stift.
Pastoratet har haft nuvarande omfattning sedan 1992 och består av:
- Sventorp-Forsby församling
- Värsås-Varola-Vretens församling

Pastoratskod är 031105.